# Luxoflux
Luxoflux è stata una software house statunitense, fondata nel 1997 a Santa Monica, California, impegnata nella realizzazione di videogiochi destinati alle console.

## Storia
Il nome originario dell'azienda avrebbe dovuto essere Alpha Cannel, ma siccome già in uso, i fondatori scelsero Luxoflux, nome ottenuto dalla mescolanza di simboli casuali.
Il primo gioco realizzato da Luxoflux fu Vigilante 8 ultimato nel 1998, da un piccolo team composto di sole 5 persone.
Il gioco ebbe un successo tale da garantire un sequel, Vigilante 8: Seconde Offense, sviluppato per Nintendo 64, PlayStation e Dreamcast. In questo periodo nacque una tradizione di casa luxoflux secondo la quale ogni gioco all'avvio avrebbe dovuto mostrare in maniera del tutto casuale uno slogan della casa di sviluppo.
Nell'ottobre del 2002 fu acquistata da Activision e messa subito alla prova con la realizzazione di True Crime: Streets of LA, un gioco di avventura non molto acclamato dalla critica. Il sequel, True Crime: New York City, ebbe un impatto decisamente migliore, senza introdurre, però, innovazioni o migliorie al genere.
Activision, l'11 febbraio 2010, annuncia la chiusura della software house.

## Giochi
| Year | Game                                | Platform(s)                                      |
| ---- | ----------------------------------- | ------------------------------------------------ |
| 1998 | Vigilante 8                         | PlayStation, Nintendo 64                         |
| 1999 | Vigilante 8: 2nd Offense            | PlayStation, Nintendo 64, Dreamcast              |
| 2000 | Star Wars: Demolition               | PlayStation, Dreamcast                           |
| 2003 | True Crime: Streets of LA           | Microsoft Windows, GameCube, PlayStation 2, Xbox |
| 2004 | Shrek 2                             | Microsoft Windows, GameCube, PlayStation 2, Xbox |
| 2005 | True Crime: New York City           | Microsoft Windows, GameCube, PlayStation 2, Xbox |
| 2008 | Kung Fu Panda                       | PlayStation 3, Xbox 360                          |
| 2009 | Transformers: Revenge of the Fallen | PlayStation 3, Xbox 360                          |

Cancellato:
King (Videogioco 2003)